# Серен
Серен (фр. Seraing) је општина у Белгији у региону Валонија у покрајини Лијеж. Према процени из 2007. у општини је живело 61.237 становника.

## Становништво
Према процени, у општини је 1. јануара 2015. живело 63.972 становника.
| 1984.  | 2000.  | 2010. | 2015. |
| ------ | ------ | ----- | ----- |
| 62.832 | 60.557 | 62698 | 63972 |